# Urdaibai Bird Center
Urdaibai Bird Center es un museo vivo de la naturaleza, abierto al público para el conocimiento del mundo de las aves y sus migraciones. El propio equipamiento es un observatorio de la marisma que se encuentra ubicado en la Reserva de la biosfera de Urdaibai en Vizcaya, País Vasco (España).
El Centro, que conjuga la investigación y la divulgación científica, abrió sus puertas al público en el año 2012. Las labores de divulgación y educación ambiental se realizan mediante visitas donde los asistentes pueden obrservar directamente las aves en las marismas.
Urdaibai Bird Center está gestionado por la Sociedad de Ciencias Aranzadi la cual ha sido pionera en la península ibérica en materia de anillamiento de aves.

## Ubicación
El Centro está ubicado en la Reserva de la biosfera de Urdaibai, un espacio natural protegido que cuenta con una de las marismas más importantes de la cornisa cantábrica y están dentro de la red RAMSAR, Red Natura 2000 y zona ZEPA. 
Las marismas de Urdaibai están formadas por los ríos Oka y Golako, que en su desembocadura forman un extenso valle que se abre hacia el mar en un amplio estuario, recorriendo una gran variedad paisajes como pastizales, campiñas, encinares cantábricos, marismas y vegas fluviales, acantilados, playas y dunas. Es este mosaico paisajístico el que lo convierte en un espacio con las cotas más altas de biodiversidad de todo el País Vasco. 
De entre esta multitud de paisajes, los humedales son hábitats indispensables para garantizar cobijo y alimento a las aves acuáticas, y constituyen uno de los ejes principales sobre los que pivotan las actividades de Urdaibai Bird Center, situado frente a las marismas de Gautéguiz de Arteaga, una de las zonas de mayor valor naturalístico de Urdaibai.

## Historia
Urdaibai Bird Center se originó a partir de la Asociación Elaia, que comenzó su trabajo en la Reserva de la Biosfera de Urdaibai en el año 2001. Los primeros proyectos se desarrollaron a partir de las estaciones de anillamiento científico que se establecieron en diferentes zonas de las marismas de Urdaibai. A partir de estas estaciones, se detectó la presencia de una serie de aves de gran interés en la zona por lo que se iniciaron proyectos de seguimiento particulares para cada una de ellas.
De igual forma, se fueron detectando en la marisma alta zonas de especial interés por su riqueza ornitológica, o de forma más genérica, por su biodiversidad. Este fue el punto de partida para un seguimiento más exhaustivo de uno de los fenómenos ornitológicos más importantes en Urdaibai: la migración de las aves. Paralelamente, al irse viendo los problemas más graves de pérdida de biodiversidad, se dieron los primeros pasos para la realización de mejoras ambientales en la marisma.
Este establecimiento de un grupo de trabajo fue el inicio para el desarrollo de nuevas ideas, que acabaron materializándose en el proyecto que finalmente se denominó Urdaibai Bird Center.

### Regeneración de los humedales de Gautegiz-Arteaga

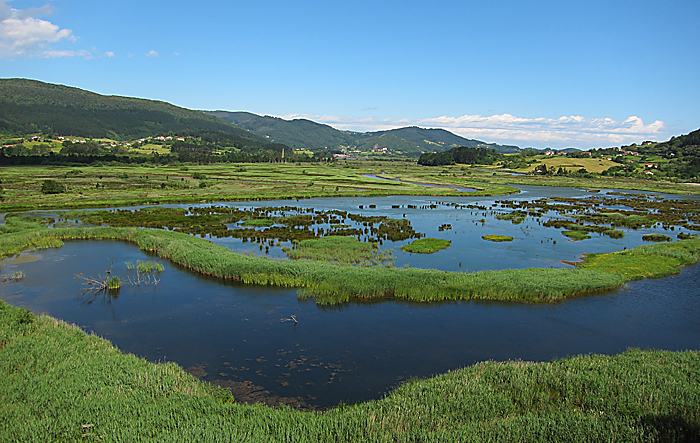
Estado del huemdal tras su regeneración.

El área que ocupa actualmente el humedal de Orueta se encontraba hasta hace unos años muy deteriorada y casi desconectada de las mareas, lo que había provocado una invasión exponencial de especies exóticas. 
La estructura de los humedales de Urdaibai se vio fuertemente transformada, especialmente durante el siglo XVIII, cuando se desecaron las marismas interiores para convertirlas en cultivos y más tarde pastizales para el ganado. Posteriormente, en el siglo XX, se construyó un canal de la ría de Guernica y Luno, lo que acabó aislando del todo los restos de humedales que quedaban. Finalmente, el abandono de estas tierras hizo que se fracturaran, dejando paso de nuevo a las mareas, y con ello a una paulatina regeneración natural. No obstante, ésta se vio frenada por una invasión de especies de flora exótica.
Ante esta situación, la propia población promovió un proyecto de mejora ambiental de las marismas para orientarlo a un correcto uso público basado en la observación de aves. Tras valorar varias alternativas de actuación, finalmente se optó por la creación de lagunas con diferentes grados de salinidad y profundidades. Así pues, el proyecto de mejora ambiental promovido por la Dirección de Biodiversidad y Participación Ambiental del Gobierno Vasco, se ejecutó entre los años 2008 y 2009.
Los resultados de la restauración fueron muy positivos. En cuanto a la vegetación, partiendo de una zona abandonada que estaba siendo invadida por especies alóctonas, se ha conseguido una regeneración absoluta de la vegetación halófita, destacando el carrizo, la espadaña, el junco marítimo y ’’carex’’ sp. Del mismo modo, actualmente la invasión de especies invasoras está controlada.
En cuanto a fauna, las aves han sido sumamente receptivas a las nuevas condiciones. Tras 5 años desde el inicio del proyecto, se ha registrado una gran diversidad de especies, además de grandes contingentes durante todas las épocas del año. Cabe destacar que aparte de la avifauna, el humedal ha sido colonizado tras su recuperación por diferentes odonatos de sumo interés no registrados con anterioridad.

## Las instalaciones
Uno de los elementos más destacados que componen Urdaibai Bird Center es el propio edificio en el que se emplaza, que es fruto de la restauración de una antiguo pabellón industrial, y que hoy conserva la estructura del edificio original. El edificio, diseñado por los arquitectos Careaga-Ormaetxebarria, fue rediseñado para integrarse en el paisaje del entorno natural privilegiado en el que se encuentra, pero también se adaptó su interior a las necesidades de un museo de estas características. 
Su principal característica es que la cara norte del edificio constituye un gran mirador que permite observar la marisma a diferentes alturas y ver las aves que habitan en ella a muy poca distancia y sin perturbar su tranquilidad. Es de destacar que la orientación del edificio, dando la espalda al sol durante todo el año, hace que las condiciones para la observación de aves sean inmejorables. Asimismo, está equipado con telescopios y material divulgativo sobre la avifauna que se puede encontrar en el humedal en cada época del año. El observatorio más alto, una torreta a una altura de 18 m con visibilidad de 270°, permite también observar el paisaje interior del estuario de Urdaibai, además de sus caseríos, bosques y extensos encinares.

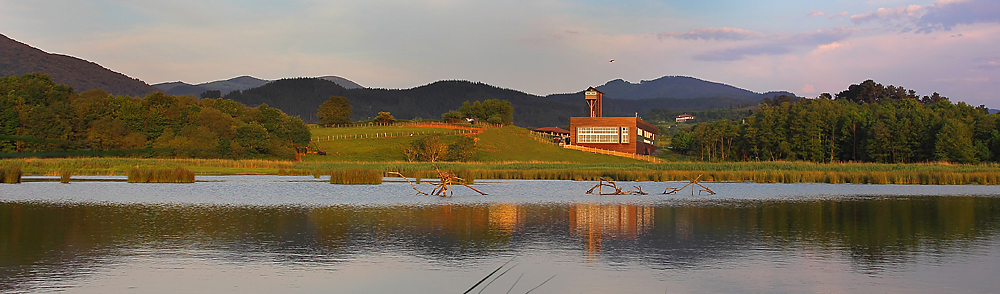
Desde la torreta puede verse el paisaje del estuario de Urdaibai.

Además de esto, el interior del centro se compone de una serie de módulos audiovisuales diseñados de cara a instruir a los visitantes por medio de información actualizada y recursos audiovisuales de producción propia. 
En el hall, un gran mapa retroiluminado nos sitúa dentro de la Ruta del Atlántico Este y muestra la conexión de Urdaibai con los humedales de referencia en Europa y África.
Junto a este, se encuentran un espacio para exposiciones temporales y un módulo audiovisual en el que se da a conocer los hábitats y aves de la Reserva de la Biosfera de Urdaibai, la actualidad ornitológica del humedal, y los proyectos y líneas de investigación que se llevan a cabo cada momento.
Las instalaciones de Urdaibai Bird Center tienen también una estrecha relación con la meteorología, y cuentan con equipamiento meteorológico de Euskalmet, la Agencia Vasca de Meteorología. 
Por un lado, el centro cuenta con su propia estación meteorológica y de radiosondeo. Se trata de la primera estación de radio sondeo en la Comunidad Autónoma del País Vasco y la única en el mundo que está integrada en un edificio. El globo sonda que cada día se lanza a la atmósfera realiza una lectura vertical de las capas de aire para recoger los datos necesarios a la hora de realizar predicciones meteorológicas. La estación se engloba dentro de una Red mundial de Estaciones. Existe un aula de divulgación de la meteorología para el disfrute de los visitantes, que es una réplica del radomo del Radar Meteorológico Kapildui de Euskalmet.
|                              |
| Hall y mapa de la migración. |

|                        |
| Módulos audiovisuales. |

|                                   |
| Domo: el Aula de la Meteorología. |

Además, el interior del edificio lo completan otra serie de espacios de utilidad: 
- La recepción, que es a su vez punto de información turística para el visitante y tienda de productos y material de interés relacionados con la ornitología.
- Sala de conferencias, donde se imparten charlas, cursos u otros actos que el centro organiza.
- Salas de reuniones.
- Área de anillamiento científico de aves, en la que los técnicos del centro realizan su constante labor investigadora en la marisma.

Las instalaciones del centro se completan con un circuito ornitológico que tiene como eje principal dos observatorios exteriores de libre acceso para los aficionados a las aves. Cada uno de ellos permite ver una zona del humedal con diferentes características. De esta manera, a menudo en cada uno de ellos pueden observarse unas especies u otras según sus preferencias de hábitat.

## Visitas al centro
Urdaibai Bird Center está abierto al público durante todo el año para dar a los visitantes la oportunidad de profundizar en el conocimiento de la riqueza ornitológica de la Reserva de la Biosfera de Urdaibai, por medio de diferentes modalidades de visitas.

### Visitas autoguiadas
Consisten en una visita autónoma a lo largo de un circuito por el Centro acompañadas con las explicaciones de una audioguía.
Esta modalidad de visita está disponible todo el año, durante el horario de apertura del centro.

### Visitas guiadas
El museo ofrece además la oportunidad de visitarlo guiado por un técnico del centro y tienen la ventaja de que las explicaciones están basadas en la actualidad tanto ornitológica como investigadora del centro y su entorno, por lo que cada visita va a ser diferente.

## Actividad
Las actividades de Urdaibai Bird Center se dividen en dos áreas principales: por un lado las que forman parte de las tareas de investigación y por otra las que se centran en la divulgación de los resultados que se obtienen de la primera. Además, el dentro desarrolla tareas de mantenimiento del hábitat.

### Proyectos de investigación

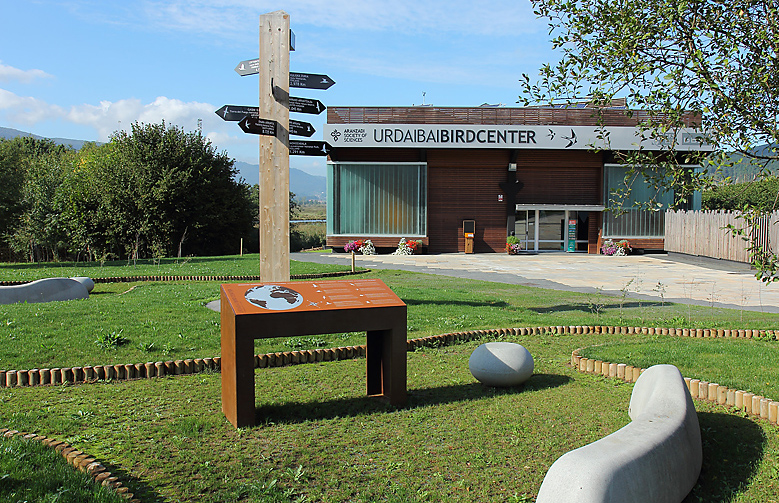
Exteriores de Urdaibai Bird Center

Los numerosos proyectos que se llevan a cabo para profundizar en el conocimiento de las aves y sus hábitats en la Reserva de la Biosfera de Urdaibai siguen las siguientes líneas de investigación:
- Migración: Se estudia el fenómeno migratorio de las aves, los factores que las condicionan en áreas de parada y descanso y la conectividad migratoria en el caso de diferentes poblaciones.

- Dinámica de poblaciones y estado de conservación de aves en Urdaibai.

- Ecología espacial: Análisis del uso del hábitat a escala local.

Siguiendo estas líneas básicas, se vienen desarrollando diferentes proyectos:
- Anillamiento científico de aves: Es una técnica esencial para el seguimiento de poblaciones y para ahondar en el conocimiento de las rutas migratorias. El esfuerzo constante y la colaboración de anilladores de todo el mundo, cuyos datos se vuelcan a una gran base de datos común, permite ir trazando las rutas migratorias de diferentes especies y por tanto, identificar las zonas que deben conservarse. Urdaibai Bird Center trabaja con varias estaciones de anillamiento, en las que complementa el anillamiento periódico con campañas puntuales en las que se obtienen datos específicos sobre una especie o población.

- Proyectos de seguimiento mediante nuevas tecnologías: Gracias al desarrollo tecnológico, ha sido posible implantar nuevas técnicas que permiten recabar información que no se ha conocido con los métodos tradicionales, como rutas migratorias que se conocían sólo parcialmente o áreas peligrosas para especies protegidas. Entre ellas, actualmente se utilizan el radioseguimiento, los geolocalizadores y los dispositivos GPS para aves de tamaño mayor, como el Águila Pescadora.

### Divulgación científica y ambiental
Con el objetivo de Urdaibai Bird Center mantiene una importante actividad enfocada a la educación ambiental de diferentes sectores de la sociedad que tiene el objetivo de crear una sociedad con mayor concienciación ambiental y mayor sensibilidad a los problemas que causa el ser humano en la naturaleza.

#### Visitas al centro
Son una herramienta para sensibilizar a los visitantes en el respeto por la naturaleza, pero también para hacer llegar al público la labor de la comunidad científica y la necesidad de darle sentido a los estudios que se realizan tomando medidas que implican, muchas veces, un cambio en la forma de pensar y en los hábitos.

#### Cursos, conferencias, jornadas, seminarios, programas
También se realizan multitud de actividades para las personas interesadas en acercarse al mundo de la ornitología, el anillamiento científico, la meteorología, la biodiversidad de la zona etc. 

#### Proyectos con escuelas
Urdaibai Bird Center ha desarrollado una serie de programas infantiles de cara a la educación ambiental en diversos centros escolares. Mediante esta estrecha colaboración, los alumnos realizan un seguimiento de las aves de Urdaibai de forma interdisciplinar, de manera que logran integrar todas las materias de estudio a través de este vínculo común, que son las aves. 
Dentro de esos programas, el Centro desarrolla actividades con los escolares, como la colocación de cajas-nido o comederos para las aves durante el invierno, o el seguimiento invernal de fringílidos y páridos, mediante el anillamiento.

### Conservación del hábitat
La labor del centro también implica una correcta gestión de la marisma. Entre las labores que deben realizarse destacan el manejo de la vegetación para mantener una diversidad óptima de hábitats así como la erradicación de especies exóticas invasoras como ‘’Baccharis halimifolia’’.

## Riqueza ornitológica

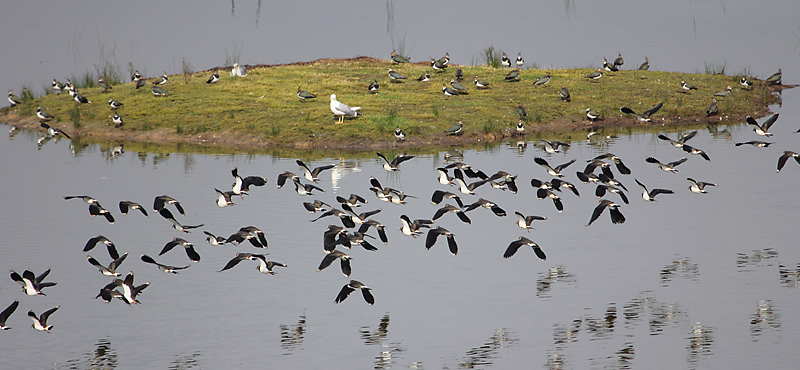
Grupo de avefrías en el humedal de Orueta.

Las Reserva de la Biosfera de Urdaibai posee una de las tasas más altas de biodiversidad en lo que al País Vasco se refiere, y lo mismo puede decirse en cuanto a avifauna. Su riqueza ornitológica se debe en parte a la gran variedad de paisajes que concentra la Reserva, entre los que destacan los acuáticos, como los acantilados costeros, las zonas fangosas del estuario o los arroyos. Pero también es debida a su ubicación, justo entre las dos grandes barreras geográficas que forman los Pirineos y el mar Cantábrico, lo que obliga a miles de aves a atravesar estas tierras cada año durante sus viajes migratorios entre Europa y África y, en muchos casos, juegan un importante papel como área de refugio, descanso y alimentación.
Las marismas de Gautegiz-Arteaga, por su parte, acogen una gran variedad y cantidad de aves, alrededor de unas 200 especies. La tranquilidad de la zona y la amplia disponibilidad de alimento, destacando la abundancia de peces y pequeños invertebrados, son un gran atractivo para las aves acuáticas. Además, las distintas salinidades y profundidades del agua del humedal hacen que convivan especies de hábitos muy dispares.
Todo ello ha hecho de los humedales de Gautegiz-Arteaga una parada obligatoria para aves migratorias. Pero además, cada vez es mayor la presencia de aves invernantes, nidificantes y residentes en los humedales, señal de una buena recuperación del humedal.
Urdaibai Bird Center participa del proyecto BirdFlyway junto a diferentes centros ornitológicos que realiza una ruta turística a lo largo de una red de humedales europeos que tienen dos elementos en común:
- Forman parte de la ruta migratoria de dos especies de aves, el ánsar común y el águila pescadora.
- Cuentan con centros de visitantes en espacios naturales únicos.